# Sterkia clementina
Sterkia clementina е вид коремоного от семейство Pupillidae.

## Разпространение
Видът е разпространен в САЩ.